# Ysmajyl Jussupow
Ysmajyl Abdrassululy Jussupow (kasachisch Ысмайыл Абдрасулұлы Юсупов, russisch Исмаил Абдурасулович Юсупов Ismail Abdurassulowitsch Jussupow; * 12. Mai 1914 in Talghar; † 17. Mai 2005 in Almaty) war ein sowjetisch-kasachischer Politiker. Von 1962 bis 1964 war er Erster Sekretär der Kommunistischen Partei der Kasachischen Sowjetrepublik.

## Leben und Karriere
Ysmajyl Jussupow wurde 1914 in eine arme, uigurische Familie im heutigen Talghar geboren. Nach seiner Ausbildung arbeitete Jussupow in den 1930er Jahren in einer Maschinen-Traktoren-Station in der Oblast Südkasachstan und stieg schließlich zum Direktor des Betriebs auf. Ab 1940 war er beim Militär und besuchte eine höhere militärisch-politische Schule in Minsk. Nach dem Zweiten Weltkrieg wurde Jussupow 1945 zum Minister für Wasserwirtschaft in der Kasachischen Sowjetrepublik ernannt und verblieb in dieser Position bis 1951. Anschließend stand er verschiedenen Regionalkomitees vor, so etwa von 1955 bis 1959 in der Oblast Südkasachstan. Daraufhin wechselte er als Parteisekretär in das kasachische Zentralkomitee. 1962 wurde er schließlich dessen Erster Sekretär, de facto also Regierungschef der kasachischen Sowjetrepublik. 1964 wurde er in dieser Stellung durch Dinmuchamed Kunajew abgelöst. Anschließend war Jussupow noch in einigen kleineren politischen Stellungen tätig.
Er verstarb schließlich 2005 mit 91 Jahren in Almaty. Ysmajyl Jussupow war verheiratet und hinterließ vier Kinder.